# Långasjö distrikt
Långasjö distrikt är ett distrikt i Emmaboda kommun och Kalmar län. 
Distriktet ligger sydväst om Emmaboda.

## Tidigare administrativ tillhörighet
Distriktet inrättades 2016 och utgörs av socknen Långasjö i Emmaboda kommun.
Området motsvarar den omfattning Långasjö församling hade vid årsskiftet 1999/2000.